# Sorrow Galaxies
A Sorrow Galaxies a francia egyszemélyes black metal zenekar Mütiilation ötödik nagylemeze. 2005 szeptemberében adta ki az End All Life Productions kiadó, ismeretlen példányszámban. Az előző albumaival ellentétben, ezen élő dobok hallhatóak, amelyek részeit Jean-Luc játszotta fel.
A "The Coffin of Lost Innocence" számon található zongorarészeket Vincent Cahay komponálta és a Calvaire című filmben hallhatók.
Az album Virgilia G. emlékére készült.

## Számlista
1. "Cosmic Seeds of Anger & Dementia" (12:39)
2. "The Coffin of Lost Innocence" (10:03)
3. "Cesium Syndrome 86" (9:28)
4. "Acceptance of My Decay" (12:27)

## Közreműködők
- Mayhna'ch – ének, gitár, basszusgitár, producer
- Jean-Luc – dob

## Fordítás
Ez a szócikk részben vagy egészben  a   Sorrow Galaxies című angol Wikipédia-szócikk fordításán alapul.  Az eredeti cikk szerkesztőit annak laptörténete sorolja fel. Ez a jelzés csupán a megfogalmazás eredetét és a szerzői jogokat jelzi, nem szolgál a cikkben szereplő információk forrásmegjelöléseként.